# Joseph-Marie Paget
Joseph-Marie Paget, né le 25 mars 1727 à Saint-Julien en Genevois et mort le 23 avril 1810 à Saint-Julien en Genevois, est un évêque du XVIIIe siècle. Il est le centième et dernier titulaire de l'évêché de Genève.

## Biographie

### Origines
Joseph-Marie Paget naît le 25 mars 1727 à Saint-Julien-en-Genevois, dans la banlieue de Genève, bourg à la frontière entre dans le duché de Savoie et la République de Genève. Il est le fils de Spectable Charles-Antoine Paget, avocat et fiscal des bailliages, et d'Isabeau/Elisabeth Besson. Il a un frère jumeau Jean-Marie, ainsi que treize frères et sœurs. Son frère aîné, Proper, et son frère jumeau auront également une carrière ecclésiastique.
Il est issu d'une famille d'hommes de lois. Son père, à la suite d'études de droit à l'Université de Valence en Dauphiné, est notaire, puis avocat fiscal au Sénat de Savoie et juge-mage des bailliages de Gaillard et de Ternier. Il est anobli en 1749. Elisabeth Besson est la fille d'un médecin de Seyssel.

### Carrière
Paget est successivement vicaire à Seyssel, convicteur et président de la Superga, abbé de Saint-Christophe de Bergamasco, réformateur des études en Savoie (1768), prévôt de la cathédrale de Genève (1771) et grand-vicaire du diocèse (1780). Il refuse l'archevêché de Sassari, en 1784, mais il accepte le siège de Genève, en 1787, après la mort de Jean-Pierre Biord. Il est consacré à Annecy le 27 mai par Vittorio Maria Baldassare Gaetano Costa d'Arignano avec comme co-consécrateurs Giacinto Amedeo Vagnone et Giuseppe Antonio Maria Corte (it).
Comme son diocèse s'étend en France, il est obligé de prendre part à ce qui se passe dans ce pays relativement à la religion, et publie des lettres pastorales et des mandements contre les innovations de l'assemblée constituante. Lorsque les révolutionnaires entrent en Savoie, Paget quitte Annecy le 23 septembre 1792, et passe en Piémont. Le roi de Sardaigne lui offre  l'évêché de Pignerol qu'il refuse. En 1798, il passa en Italie, demeure deux ans chez Giovanni Andrea  Avogrado, l'évêque de Vérone et vient ensuite à Padoue, où il exerce même les fonctions épiscopales, à la demande du vicaire capitulaire. Paget donne sa démission le 4 mai 1802, et revient à Saint-Julien à la suite d'une amnistie.
Le 18 novembre 1801, à la suite de la disparition du diocèse de Genève, Annecy perd le siège épiscopal au profit de Chambéry qui se voit annexé le titre de Genève : on parle désormais du diocèse de Chambéry & Genève.

## Blason
L'évêque porte D'azur au chevron d'or accompagné de trois étoiles d'argent (deux en chef, & une en pointe ?)

## Sources et références
1. 1 2 3 4  François Fleury, Histoire de l'Église de Genève depuis les temps les plus anciens jusqu'en 1802, avec des pièces justificatives (vol.2), Genève, Grosset & Trembley, 1880, 480 p. (lire en ligne), passage=396.
2. 1 2  Henri Baud et Louis Binz, Le diocèse de Genève-Annecy, Editions Beauchesne, 1985, 331 p. (ISBN 978-2-7010-1112-7, lire en ligne), p. 150.
3. ↑  Christian Sorrel et Corinne Townley, La Savoie, La France et la Revolution : Repères et échos, 1789-1799, Curandera, 1999 (ISBN 2-86677-053-6), p. 150.
4. ↑  Henri Baud et Louis Binz, Le diocèse de Genève-Annecy, Editions Beauchesne, 1985, 331 p. (ISBN 978-2-7010-1112-7, lire en ligne), p. 193.
5. ↑  Guy Gavard (préf. Paul Guichonnet), Histoire d'Annemasse et des communes voisines : les relations avec Genève de l'époque romaine à l'an 2000, Montmélian, La Fontaine de Siloé, coll. « Les Savoisiennes », 2006, 439 p. (ISBN 978-2-84206-342-9, présentation en ligne), p. 177.
6. ↑  Société d'histoire et d'archéologie de Genève, Mémoires et documents (Volume 7), 1849, p. 78.

### Articles liés
- Liste des évêques de Genève
- Liste de cardinaux créés par Félix V (antipape)
- Évêché de Genève
- Histoire de Genève
- Histoire de la Savoie de 1416 à 1792